# ميرفا بويوكساراتش
ميرفا بويوكساراتش (بالتركية: Merve Büyüksaraç)‏ هي مذيعة وعارضة أزياء تركية ولدت في يوم 13 حزيران 1988 في مدينة أنقرة عاصمة تركيا، فازت بلقب ملكة جمال تركيا لسنة 2006 وأكملت تعليمها في جامعة يدي تبيه، تم القبض عليها في سنة 2014 بعد تنزيلها قصيدة شعرية في موقع إنستغرام تشتم الرئيس التركي رجب طيب أردوغان وحكم عليها بالسجن لمدة شهر، شاركت في عدة تظاهرات مناوئة لحكم الرئيس التركي أردوغان.